# S'Illot
S'Illot, ou selon son nom complet le village talayotique de S'Illot est un site archéologique situé dans la municipalité de Sant Llorenç des Cardassar sur la côte est de l'île de Majorque dans l'archipel des Baléares en Espagne. Le village, daté de l'âge du fer, appartient à la culture talayotique.

## Description
Le village est ceint d'une mur en appareil cyclopéen sur son côté ouest. A l'origine, ce mur entourait peut-être complètement le village mais cela n'a pas été démontré à ce jour. Ce mur d'enceinte est à double parement : côté extérieur, il est construit avec de grosses pierres non jointes disposées verticalement, côté intérieur avec des pierres de taille moyenne disposées horizontalement et l’espace intermédiaire est comblé avec des gravats.
Le village comporte trois talayots. Le talayot nord-ouest est de forme circulaire. Il a été construit en dehors du mur d'enceinte auquel il est relié par un bâtiment annexe. 
Le plus grand talayot, de forme quadrangulaire,  est situé au nord-est du village. Il est entouré de plusieurs bâtiments annexes plus petits dont un comportant un passage souterrain permettant d'accéder à une réserve d'eau douce. Il a été fouillé entre 1960 et 1970 par une équipe d'archéologues de l'Université de Marbourg. Le bâtiment a fait l'objet de plusieurs réaménagements successifs à des époques ultérieures.
Le troisième talayot est situé à l'extrémité sud du site. Il est de plan circulaire et dispose à l'ouest d'un accès vers l'intérieur du village. Il est entouré de plusieurs annexes. Certaines de ces annexes donnent l'impression d'être un prolongement du mur d'enceinte occidental mais leur ouverture  vers le sud ou à l'ouest, donc vers l'extérieur du village, invalide cette possibilité. Pour autant, il n'est pas exclu que ces bâtiments aient été autrefois situés en bord de mer, désormais distante d'une centaine de mètres à l'est, mais cet espace était autrefois occupé par une zone marécageuse qui a été comblée par des sédiments.
Les fondations de deux bâtiments ont été conservées dans l'espace délimité par les trois talayots. Ces bâtiments se caractérisent par leur plan en forme de fer à cheval, l'entrée de chacun étant située sur le côté rectiligne de l'édifice. Cette forme est caractéristique de celle des sanctuaires, comme il en existe dans d'autres villages talayotiques de l'île, mais aucun objet lié à des rituels religieux n'a été trouvé dans ceux de S'Illot.

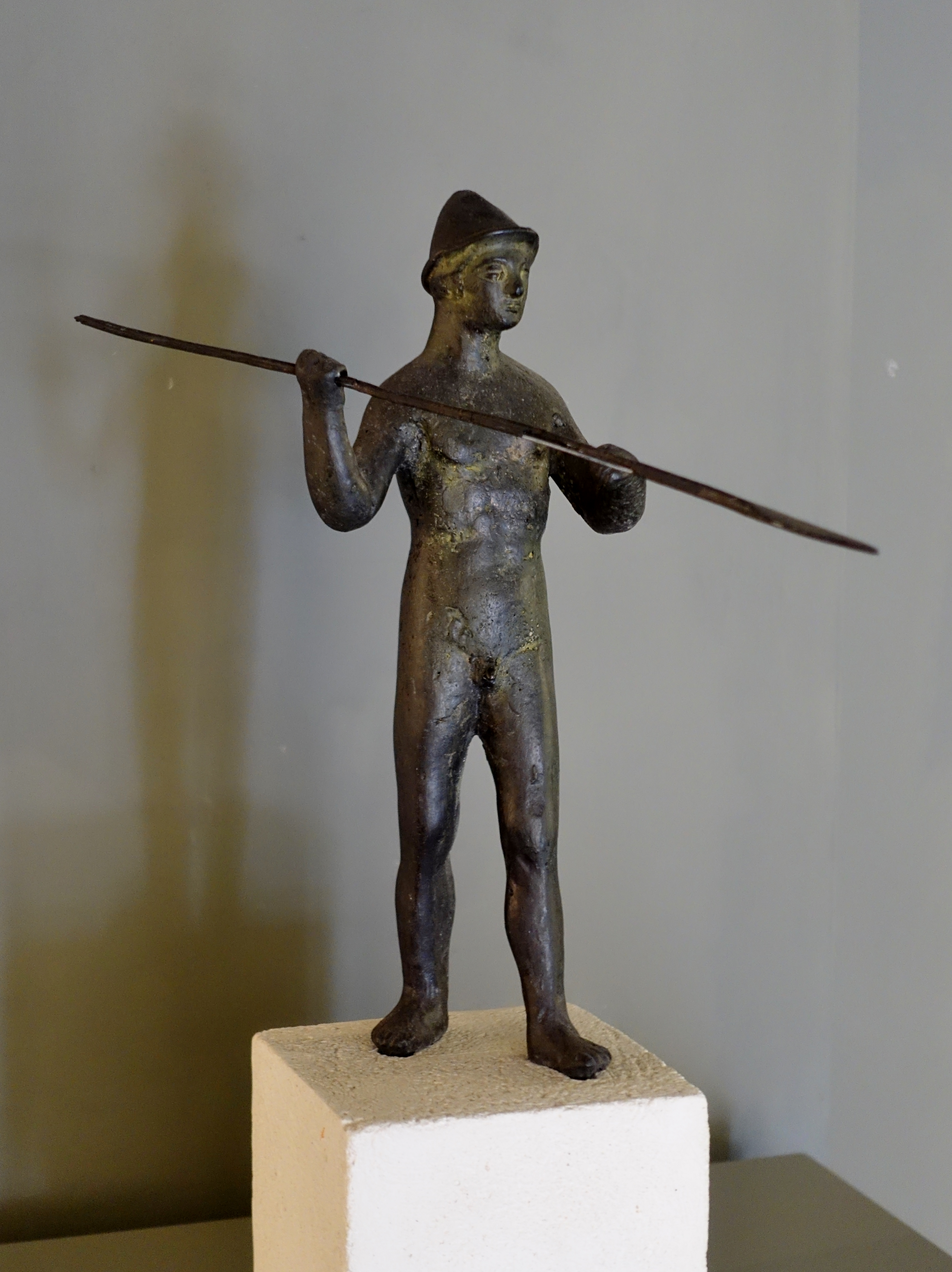
Statuette découverte à S'Illot.

## Essais d'interprétation
Les datations au radiocarbone d'éclats de bois carbonisés découverts dans la couche archéologique correspondent à une période autour de 1100 av. J.-C. Les trois talayots ont vraisemblablement été édifiés à la même époque, sur un site qui était déjà occupé au Naviforme : les ruines découvertes sous le talayot principal correspondent probablement, en raison de leur forme, à celles d'un bâtiment naviforme, donc pré-talayotique. Durant une période ultérieure, le mur d'enceinte a été construit. Les sanctuaires sont plus récents. Des structures annexes ont été ajoutées aux bâtiments existant et certains édifices, comme le talayot principal, ont été reconstruits ou agrandis. Au plus fort de son extension, le village a pu accueillir environ 200 personnes et l'occupation du site s'est poursuivie de manière continue, hormis une brève interruption à la suite de la conquête romaine, jusqu'à la conquête catalane.
Les villageois vivaient principalement de l'agriculture et de l'élevage. La pêche, la collecte de mollusques et la chasse étaient également pratiquées. Les découvertes réalisées lors des fouilles archéologiques attestent de la consommation d'animaux sauvages (oiseaux, cerfs rouges, daims, sangliers, chats sauvages et phoques moines) ou d'élevage (moutons, chèvres, porcs, bovins) et de la transformation en farine des céréales (meules, mortiers et pilons).
L'existence dans un arc de cercle de deux kilomètres autour de S'Illot de plusieurs talayots (Na Pol, Na Gatera, Ca n'Amer, Sa Gruta, Cala Morlanda), dont certains étaient à l'époque visibles depuis S'Illot, et à peu près équidistants les uns des autres, conduit à s'interroger sur le rôle éventuel qu'ils auraient pu jouer en lien avec le village.
S'Illot était l'un des plus importants villages talayotiques de l'est de Majorque. Si l'on envisage l'existence à l'époque de contacts avec des entités extérieures à l'île, S'Illot aurait également pu jouer un rôle particulier dans le commerce avec d'autres îles de la Méditerranée occidentale.
Selon une hypothèse historique, lors de la conquête de Majorque par les Romains, ceux-ci auraient débarqué à l'emplacement actuel de la ville de Cala Millor ou de celle de Sa Coma, situées à quelques kilomètres au nord de S'Illot.